# Rivière aux Sables (vattendrag i Kanada, lat 46,28, long -72,68)
Rivière aux Sables är ett vattendrag i Kanada.   Det ligger i provinsen Québec, i den sydöstra delen av landet, 250 km öster om huvudstaden Ottawa.
Runt Rivière aux Sables är det ganska tätbefolkat, med 100 invånare per kvadratkilometer.